# Club Atlético Boca Juniors 2003-2004
Questa voce raccoglie le informazioni riguardanti il Club Atlético Boca Juniors nelle competizioni ufficiali della stagione 2003-2004.

## Rosa
| N. |                      | Ruolo | Calciatore            |
| -- | -------------------- | ----- | --------------------- |
| 1  | Argentina (bandiera) | P     | Roberto Abbondanzieri |
| 2  | Argentina (bandiera) | D     | Rolando Schiavi       |
| 3  | Argentina (bandiera) | D     | Clemente Rodríguez    |
| 4  | Argentina (bandiera) | C     | Pablo Jerez           |
| 5  | Argentina (bandiera) | C     | Matías Silvestre      |
| 6  | Argentina (bandiera) | D     | Nicolás Burdisso      |
| 7  | Argentina (bandiera) | C     | Schelotto             |
| 8  | Argentina (bandiera) | C     | Diego Cagna           |
| 9  | Argentina (bandiera) | A     | Tévez                 |
| 10 | Brasile (bandiera)   | A     | Iarley                |
| 11 | Argentina (bandiera) | C     | Walter Erviti         |
| 12 | Argentina (bandiera) | P     | Willy Caballero       |
| 13 | Argentina (bandiera) | D     | Diego Crosa           |
| 14 | Colombia (bandiera)  | D     | Luis Perea            |
| 15 | Argentina (bandiera) | C     | José Calvo            |
| 16 | Argentina (bandiera) | C     | Pablo Ledesma         |
| 17 | Argentina (bandiera) | A     | Nicolas Blandi        |
| 18 | Argentina (bandiera) | C     | Matías Donnet         |

| N. |                      | Ruolo | Calciatore        |
| -- | -------------------- | ----- | ----------------- |
| 19 | Argentina (bandiera) | D     | Enzo Ruiz         |
| 20 | Argentina (bandiera) | A     | Javier Villarreal |
| 22 | Argentina (bandiera) | C     | Cristian Erbes    |
| 23 | Argentina (bandiera) | A     | Esteban Orfano    |
| 24 | Argentina (bandiera) | A     | Sergio Araujo     |
| 25 | Argentina (bandiera) | P     | Cristian Muñoz    |
| 26 | Argentina (bandiera) | D     | Federico Carballo |
| 27 | Argentina (bandiera) | A     | Roberto Colautti  |
| 28 | Argentina (bandiera) | A     | Franco Cángele    |
| 29 | Argentina (bandiera) | D     | Lucas Marín       |
| 30 | Argentina (bandiera) | C     | Nicolás González  |
| 31 | Argentina (bandiera) | P     | Gustavo Eberto    |
| 32 | Argentina (bandiera) | D     | Pablo Álvarez     |
| 33 | Argentina (bandiera) | C     | Víctor Ormazábal  |
| 34 | Argentina (bandiera) | A     | Mauro Boselli     |
| 35 | Argentina (bandiera) | D     | Facundo Imboden   |